# Історичні пам'ятки та місця Хіраїдзумі
Хіраїдзумі — Храми, сади та археологічні об'єкти, що являють буддистську чисту землю, — це група із п'яти об'єктів Хіраїдзумі кінця одинадцятого та дванадцятого сторіччя, префектура Івате, Японія. Серійну номінацію було внесено до Списку світової спадщини ЮНЕСКО у 2011 році за критеріями ii і vi.

## Хіраїдзумі
Упродовж чотирьох поколінь із приблизно 1087 року, коли Фудзівара-но Кійохіра переніс свою штаб-квартиру та резиденцію далі на північ, до 1189 року, коли армія Мінамото-но Йорітомо поклала кінець Муцівські Фудзівара, Хіраїдзумі слугував важливим політичним, військовим, комерційним, і культурним центром. Кілька великих храмів, пов'язаних із буддизмом Чистої Землі, були засновані та пожертвувані, але загибель їхніх благодійників і низка пожеж сприяли їх подальшому занепаду. Коли Басьо відвідав у 1689 році, він був спонуканий написати, в Оку но Хосомічі: літня трава… залишки солдатських мрій. Серія розкопок, починаючи з середини двадцятого століття і далі, у поєднанні з посиланнями на Адзума Каґамі, зокрема петиція Бундзі-но-чумон 1189 року та Сьова содзо або «звернення ченців» 1313 року з архівів Тюсондзі, зробили великий внесок у розуміння місць і періоду.

## Місця
| Назва                                          | Тип      | Коментарій | Зображення | Координати                                                                    |
| ---------------------------------------------- | -------- | --- | ---------- | ----------------------------------------------------------------------------- |
| Тюсондзі 中尊寺境内 Chūsonji keidai            | Монастир | Кажуть, що його заснував Еннін у 850 році; перебудований Фудзівара но Кійохіра на початку дванадцятого століття з пагодою та Дайчодзю-ін, Великим залом, присвяченим Аміді; пожежі 1337 року знищили багато будівель і храмових скарбів; незвичайно, що муміфіковані тіла Фудзівара но Кійохіра та його спадкоємців були поховані в Кондзікідо, Залі золота, присвяченому Аміді (на фото; Національний скарб); комплекс є особливим історичним місцем                              |            | 39°00′07″ пн. ш. 141°06′00″ сх. д. / 39.00186419° пн. ш. 141.10007091° сх. д. |
| Моцу-дзі 毛越寺境内 Mōtsūji keidai             | Монастир | Кажуть, що його заснував Еннін у 850 році; перебудований Фудзівара но Кійохіра у дванадцятому столітті; його знищення пожежею в 1226 році було оплакувано в Азума Каґамі як втрату пам'ятки, «незрівнянної в наш час»; райський сад дванадцятого століття з вимощеним каменем струмком, ставком, гальковим пляжем, півостровом, островом і декоративним камінням є особливим місцем мальовничої краси; ділянка та пов'язана з нею опікунська святиня є особливим історичним місцем |            | 38°59′26″ пн. ш. 141°06′56″ сх. д. / 38.99053116° пн. ш. 141.11545706° сх. д. |
| Кандзізайо-ін Ато 観自在王院跡 Kanjizaiōin ato | Монастир | Заснований поруч із Моцу-дзі з двома залами Аміди дружиною Фудзівара но Мотохіра у дванадцятому столітті; зруйнований пожежею 1573 р.; його райський сад дванадцятого сторіччя зі струмком, ставком, гальковим пляжем, островом і водоспадом із каміння є місцем мальовничої краси |            | 38°59′17″ пн. ш. 141°06′37″ сх. д. / 38.9881789° пн. ш. 141.11037523° сх. д.  |
| Мурьоко-ін Ато 無量光院跡 Muryōkōin ato        | Монастир | Заснований разом із монументальною статуєю Аміда Фуджівара но Хідехіра в дванадцятому столітті; за зразком Бьодо-ін біля Кіото; райський сад дванадцятого століття зі ставком, островом і декоративним камінням; особливе історичне місце |            | 38°59′35″ пн. ш. 141°06′57″ сх. д. / 38.99293001° пн. ш. 141.1158882° сх. д.  |
| Гора Кінкейсан 金鶏山 Kinkeizan                | Гора     | Вершина використовується для поховань сутри; залишки залу, який належить Зао Ґонґену; пов'язані з культом Міроку; історичне місце |            | 38°59′36″ пн. ш. 141°06′33″ сх. д. / 38.99335037° пн. ш. 141.10920153° сх. д. |

## Оригінал подання
Початкова номінація 2006 року «Хіраїдзумі — культурний ландшафт, пов'язаний із буддійською космологією чистої землі» включала ще п'ять об'єктів, опускаючи Кандзізайо-ін як окремий компонент. Чотири були вилучені з номінації після того, як не вдалося забезпечити запис у 2008 році; компонент палацу Янагі було виключено з допису 2011 року, хоча тривають зусилля, щоб забезпечити його включення через майбутнє розширення.
| Назва                                                              | Тип                    | Коментарій | Зображення | Координати                                                                    |
| ------------------------------------------------------------------ | ---------------------- | --- | ---------- | ----------------------------------------------------------------------------- |
| Місце Янагі-но-Госьо 柳之御所遺跡 Yanagi-no-gosho iseki            | Палац                  | Руїни палацу Янагі (Верба) клану Муцівські Фудзівара; історичне місце |            | 39°00′25″ пн. ш. 141°05′58″ сх. д. / 39.00694103° пн. ш. 141.09936087° сх. д. |
| Таккоку-но-Івая 達谷窟 Takkoku-no-iwaya                            | Монастир               | Історичне місце в південно-східній частині Хіраїдзумі, яке включає храм, присвячений Бішамонтену, який, як вважають, походить від Саканоуе но Тамурамаро |            | 38°58′08″ пн. ш. 141°03′29″ сх. д. / 38.96901282° пн. ш. 141.0581363° сх. д.  |
| Місце Сіроторі-тате 白鳥舘遺跡 Shirotori-tate iseki                | Руїни японського замку | Розташований у місті Осю на північ від Хіраїдзумі; у стратегічному місці на річці Кітакамі, зазвичай вважають, що це було місце численних споруд між 10 і 16 століттями. Який саме був його статус під час правління клану Абе (предки Фудзівара но Кійохіра по материнській лінії) і клану Осю Фудзівара, невідомо, але як місце кількох середньовічних замкових споруд, пов'язаних з ними, воно було одним із перших, які були представлені на розгляд Комітету всесвітньої спадщини; історичне місце |            | 39°01′30″ пн. ш. 141°08′05″ сх. д. / 39.025018° пн. ш. 141.134834° сх. д.     |
| Місце Чоджагахара Хадзі 長者ヶ原廃寺跡 Chōjagahara Haiji iseki     | Монастир               | Історичне місце |            | 39°00′46″ пн. ш. 141°05′48″ сх. д. / 39.012694° пн. ш. 141.096611° сх. д.     |
| Місце Хонедера-мура Сьоен 骨寺村荘園遺跡 Honedera-mura shōen iseki | Сьоен                  | Історичне місце; навколишня територія є важливим культурним ландшафтом |            | 38°58′54″ пн. ш. 140°57′06″ сх. д. / 38.9817021° пн. ш. 140.95177743° сх. д.  |

## Галерея

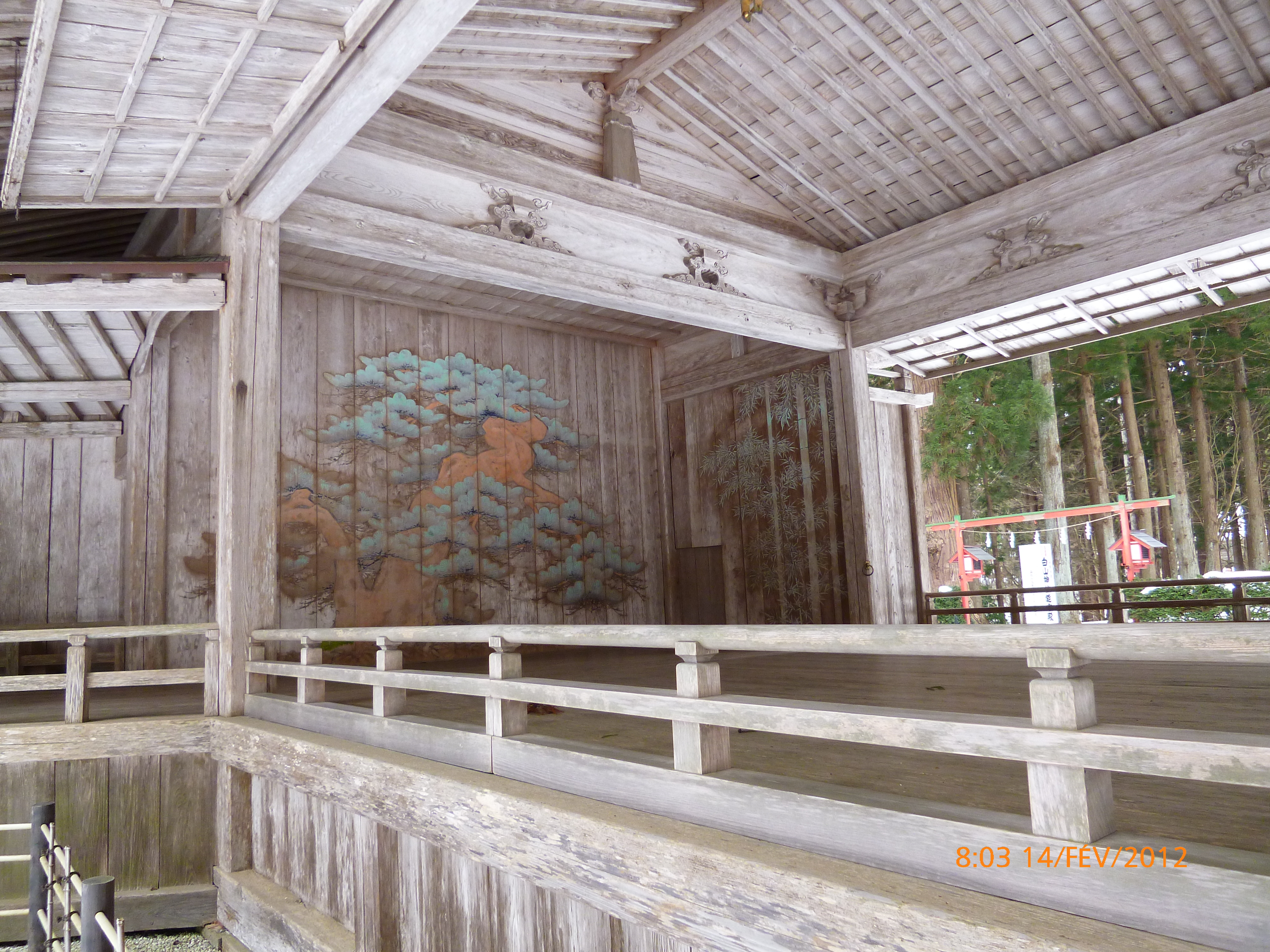
Інтер'єр храму з розписом
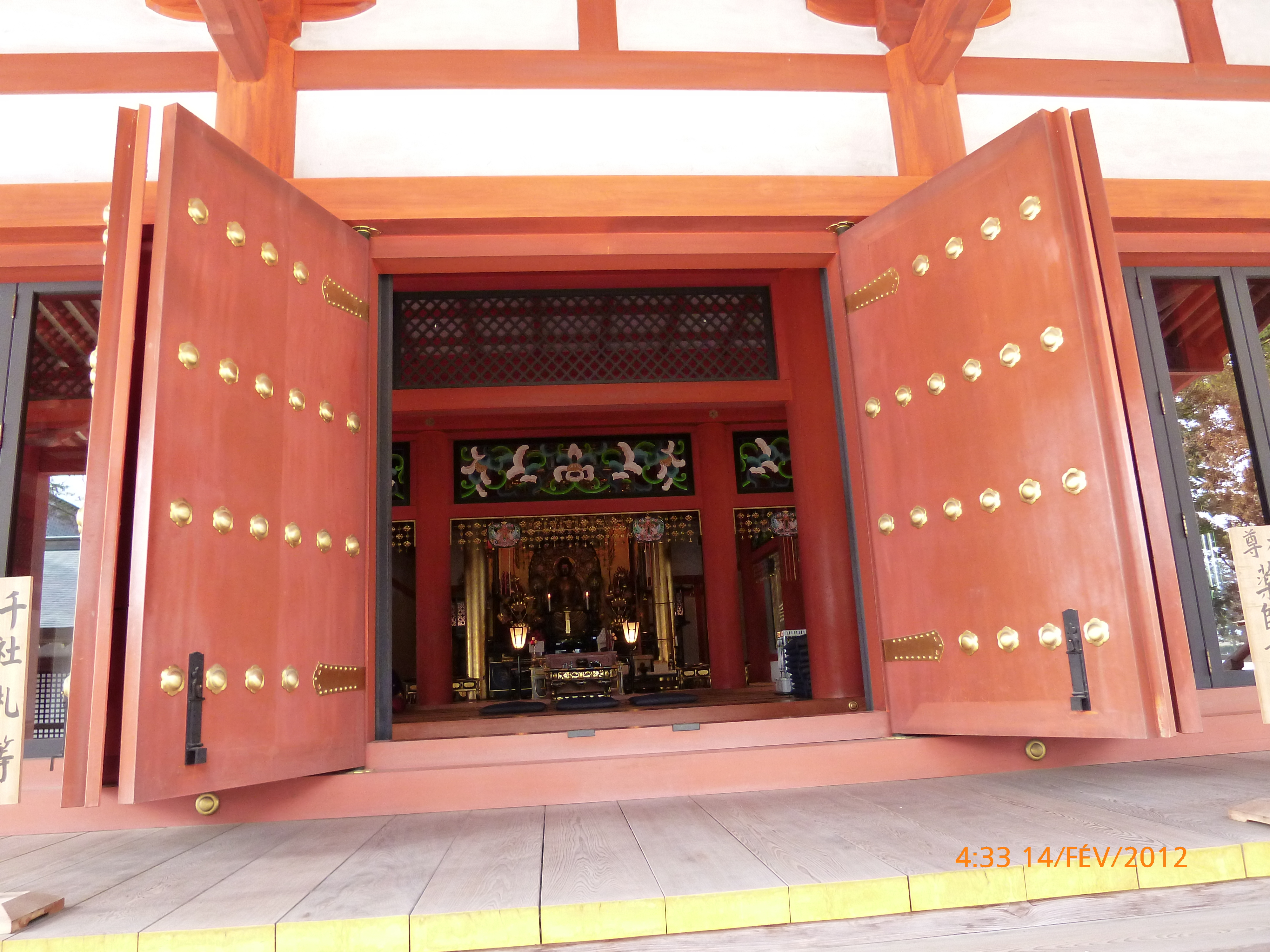
Храмова брама
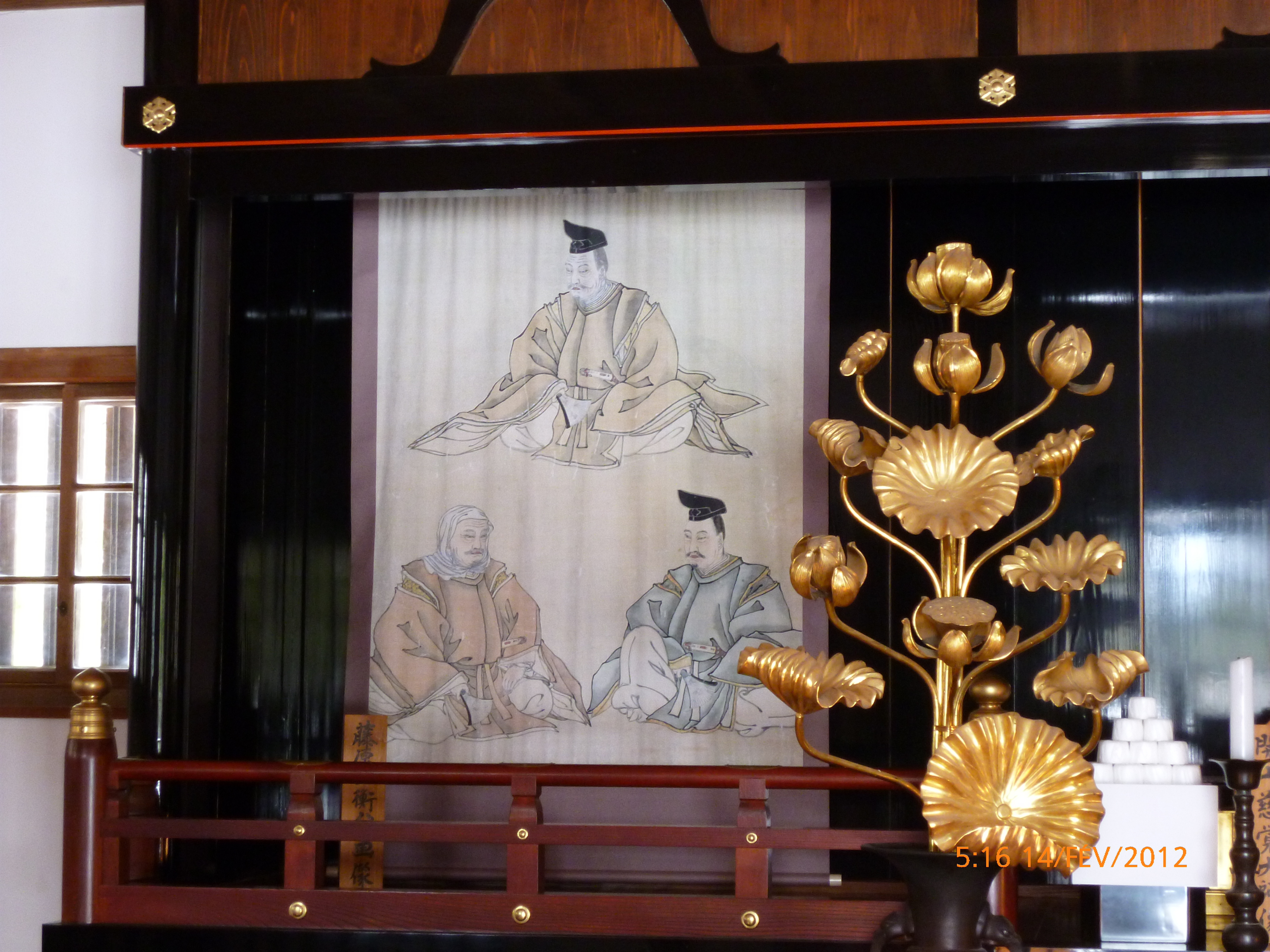
Храмовий екран

## Подальше читання
Yiengpruksawan, Mimi Hall (1998). Hiraizumi: Buddhist Art and Regional Politics in Twelfth-Century Japan. Harvard University Press. ISBN 0-674-39205-1.